# هالة يوسف
هالة يوسف هي وزيرة الدولة للسكان في وزارة إبراهيم محلب الثانية.

## التأهيل العلمي
تخرجت في كلية طب قصر العيني في العام 1985، ثم عملت في هيئة التدريس الجامعي، حتى حصلت على درجة الدكتوراه في الصحة العامة عام 1994. وحصلت على دبلومة إدارة الجودة الشاملة من الجامعة الأمريكية عام 2003.